# Xã Garfield, Quận Plymouth, Iowa
Xã Garfield (tiếng Anh: Garfield Township) là một xã thuộc quận Plymouth, tiểu bang Iowa, Hoa Kỳ. Năm 2010, dân số của xã này là 1.554 người.